# Bei der Olgahöhe
Bei der Olgahöhe ist ein mit Verordnung des Regierungspräsidiums Tübingen vom 1. Oktober 1999 ausgewiesenes Naturschutzgebiet mit der Nummer 4.295. 

## Lage
Das Naturschutzgebiet befindet sich im Naturraum Mittleres Albvorland. Es liegt südlich von Mössingen an den unteren Hängen des Farrenbergs und ist Teil des FFH-Gebiets Nr. 7520-311 Albvorland bei Mössingen und Reutlingen sowie des Vogelschutzgebiets Nr. 7820-441 Südwestalb und Oberes Donautal.

## Schutzzweck
Schutzzweck ist die langfristige Erhaltung der Kulturlandschaft mit ihrer vielfältigen Fauna und Flora. Insbesondere schützenswert sind die Streuobstbestände, die Magerrasen, die Erlen-Eschenwälder an Fließgewässern, die Quellsümpfe und nassen Staudenfluren.

## Flora und Fauna
Die Magerrasenflächen beherbergen gefährdete Orchideenarten wie das Kleine Knabenkraut und die Bienen-Ragwurz. Die Streuobstwiesen sind Lebensraum für Halsbandschnäpper und Wendehals. An den Waldrändern fliegt der stark gefährdete Blauschwarze Eisvogel.